# キャシー・ゲインズ
キャシー・ゲインズ（Cassie LaRue Gaines 、1948年1月9日 - 1977年10月20日）は、アメリカの歌手である。彼女はゴスペルの女性ボーカルトリオ、ザ・ホンケッテス（en:The Honkettes） の一員で、1975年からレーナード・スキナードのバックアップコーラスを勤めていた。
レーナード・スキナードが脱退したエド・キング（en:Ed King）の代わりのギタリストを求めていたときに、彼女は弟のスティーヴ・ゲインズ（en:Steve Gaines）を推薦し、スティーヴはレーナード・スキナードに加入することになった。
1977年10月20日、公演のためにサウス・カロライナ州グリーンヴィルからルイジアナ州バトンルージュへと向かっていた1947年型コンベア240ターボ・プロップ機は、エンジンの不調を起こし、ミシシッピ州ギルズバーグ付近に墜落した（en:Lynyrd Skynyrd plane crash）。
この事故により、レーナード・スキナードのボーカル、ロニー・ヴァン・ザント（en:Ronnie Van Zant）、スティーヴ、キャシー、アシスタント・ロード・マネージャーのディーン・キルパトリック、操縦士と副操縦士の6人が即死した。キャシーは29歳だった。
キャシーとスティーヴは、フロリダ州のオレンジパークにある墓地に埋葬された。
この事故から2年も経たないうちに、スティーヴとキャシーの母（娘と同じCassie LaRue Gainesという名前だった）は、二人が埋葬された墓地の近くで自動車事故に遭い死去した。母キャシーも、子供たちのそばに埋葬された。